# Jackson Lake Ranger Station
 (mars 2020).
Pour les articles homonymes, voir Jackson.
La Jackson Lake Ranger Station est une station de rangers du comté de Teton, dans le Wyoming, aux États-Unis. Protégée au sein du parc national de Grand Teton, elle est inscrite au Registre national des lieux historiques depuis le 23 avril 1990.